# Tanytarsus mcmillani
Tanytarsus mcmillani är en tvåvingeart som beskrevs av Freeman 1958. Tanytarsus mcmillani ingår i släktet Tanytarsus och familjen fjädermyggor. Inga underarter finns listade i Catalogue of Life.